# 我的青春都是你
《我的青春都是你》（英語：Love The Way You Are），是一部于2019年上映的青春爱情电影。本片改编自破破的《北大差生》小说，由宋芸桦、宋威龙领衔主演，2019年6月21日于中国大陆上映，台灣於2019年7月5日上映。

## 演员列表

### 主要演员
| 演员姓名 | 角色名称 | 介绍                     |
| 宋芸桦   | 周林林   | 学渣，方予可的女友       |
| 宋威龙   | 方予可   | 学霸，从小开始暗恋周林林 |

### 其他演员
| 演员姓名 | 角色名称 | 介绍                     |
| 林妍柔   | 葉茹婷   | 周林林的情敌、心机女     |
| 黄俊捷   | 謝端西   | 方予可的情敌             |
| 盛竹如   |          | 畜牧系系主任             |
| 金士杰   | 王憲堂   | 畜牧系教师               |
| 郭政賢   |          | 畜牧系學長               |
| 王月     |          | 周林林的媽媽             |
| 森竣     |          | 肇事機車騎士，王老師兒子 |
| 林敬伦   | 俊基     |                          |
| 侯彦西   |          |                          |
| 徐以腾   |          |                          |
| 代梦颖   |          |                          |
| 張顥藍   | 桂英     | 茹婷的好友               |

! 孙千
! 許婕兒
| 周林林的同学兼室友 
 茹婷的好友
|}